# Crosslauf-Weltmeisterschaften 2002
Die 30. Crosslauf-Weltmeisterschaften der IAAF fanden am 23. und 24. März 2002 in Dublin (Irland) statt.

## Kurs
Veranstaltungsort war die Leopardstown-Pferderennbahn. Die Entfernung zwischen Start und Ziel betrug 700 m. Die Standardrunde war 1,754 km lang und ließ sich durch eine Extraschleife auf 1,883 km ausdehnen. 
Die Männer bewältigten auf der Langstrecke sechs große Runden (11,998 km), die Frauen auf der Langstrecke und die Junioren zwei kleine und zwei große Runden (7,974 km), die Juniorinnen drei kleine Runden (5,962 km), und die Kurzstreckler beiderlei Geschlechts zwei kleine Runden (4,208 km).

## Wettkämpfe
Das Rennen der Juniorinnen, das Kurzstreckenrennen der Männer und das Langstreckenrennen der Frauen fanden am 23. März statt, die anderen drei Rennen am darauffolgenden Tag. Insgesamt waren für die Erwachsenenwettbewerbe 560.000 $ Preisgeld ausgesetzt, von denen auf die Gewinner jedes Rennens 30.000 $ und jedes siegreiche Team 20.000 $ entfielen.
Bei den Männern schaffte der Junioren-Weltmeister des Vorjahres Kenenisa Bekele zum ersten Mal das Double auf der Kurz- und der Langstrecke. Im Kurzstreckenwettbewerb setzte sich der Äthiopier zu Beginn der zweiten Runde an die Spitze und siegte ungefährdet mit sieben Sekunden Vorsprung auf den Kenianer Luke Kipkosgei und seinen Landsmann Hailu Mekonnen. Der Australier Craig Mottram kam auf den fünften Platz und war damit wie im Vorjahr der beste nicht-afrikanische Läufer.
Im Langstreckenrennen setzte sich Kenenisa Bekele in der vierten Runde zusammen mit dem Tansanier John Yuda Msuri, vom Rest der Spitzengruppe ab, zu der mit Richard Limo und Charles Waweru Kamathi die amtierenden Weltmeister über 5000 und 10.000 m gehörten. Wie schon am Vortag ging der Äthiopier zu Beginn der letzten Runde in Führung und lief bis ins Ziel einen Vorsprung von sechs Sekunden auf Msuri heraus. Bronze gewann mit weiteren 22 Sekunden Rückstand der Kenianer Wilberforce Talel vor seinen Landsleuten Limo und Kamathi.
Bei den Frauen gelang auf der Langstrecke Paula Radcliffe die Titelverteidigung. In Abwesenheit der Äthiopierinnen Gete Wami und Derartu Tulu, die in den Vorjahren ihre härtesten Rivalinnen gewesen waren, erwies sich als ihre schwierigste Konkurrenz überraschenderweise die US-Amerikanerin Deena Drossin, die ihr bis zum Beginn der letzten Runde folgen konnte und mit neun Sekunden Rückstand Silber gewann. Den Kampf um die Bronzemedaille gewann ihre Landsfrau Colleen De Reuck, die damit das erste Podium ohne Afrikanerin seit 1993 komplettierte. 
Radcliffe hatte auf einen Start im Kurzstreckenrennen verzichtet, da sie sich gerade auf ihr Marathondebüt vorbereitete. Schon nach der Hälfte des Rennens lagen die drei Athletinnen vorne, die auf die Medaillenränge liefen: Es siegte Edith Masai, Bronzemedaillengewinnerin der letzten Austragung, vor der Vorjahresfünften Werknesh Kidane und Isabella Ochichi. Bejubelt von ihren Landsleuten wurde Sonia O’Sullivan, die nur drei Monate vorher zum zweiten Mal Mutter geworden war, Siebte und führte ihr Team zum Gewinn der Bronzemedaille.
Im Juniorenrennen gewann Gebregziabher Gebremariam, der sieben Jahre später bei den Erwachsenen Weltmeister wurde, obwohl er am Start einen Schuh verloren hatte. Viola Jelagat Kibiwot gelang als erster Juniorin eine Titelverteidigung.

## Ergebnisse

### Männer

#### Langstrecke

##### Einzelwertung
| Platz | Athlet                 | Land | Zeit (min) |
| ----- | ---------------------- | ---- | ---------- |
| 1     | Kenenisa Bekele        | ETH  | 34:52      |
| 2     | John Yuda Msuri        | TAN  | 34:58      |
| 3     | Wilberforce Talel      | KEN  | 35:20      |
| 4     | Richard Limo           | KEN  | 35:26      |
| 5     | Charles Waweru Kamathi | KEN  | 35:29      |
| 6     | Albert Chepkurui       | KEN  | 35:32      |
| 7     | Abderrahim Goumri      | MAR  | 35:43      |
| 8     | Yonas Kifle            | ERI  | 35:47      |

Von 151 gemeldeten Athleten gingen 141 an den Start und kamen 133 in die Wertung. Sieben erreichten nicht das Ziel, der Marokkaner Hamid El Mouaziz wurde wegen Dopings nachträglich disqualifiziert.

##### Teamwertung
| Platz | Land und Athleten                                                            | Gesamt- und Einzelpunktzahl (in Klammern Einzelplatzierung) |
| ----- | ---------------------------------------------------------------------------- | ----------------------------------------------------------- |
| 1     | Kenia Wilberforce Talel Richard Limo Charles Waweru Kamathi Albert Chepkurui | 18 03 04 05 06                                              |
| 2     | Äthiopien Kenenisa Bekele Assefa Mezgebu Habte Jifar Fita Bayisa             | 43 01 11 (12) 15 (16) 16 (17)                               |
| 3     | Marokko Abderrahim Goumri Jaouad Gharib Saïd Bérioui Elarbi Khattabi         | 58 07 09 (10) 19 (21) 23 (27)                               |

Insgesamt wurden 20 Teams gewertet.

#### Kurzstrecke

##### Einzelwertung
| Platz | Athlet                   | Land | Zeit (min) |
| ----- | ------------------------ | ---- | ---------- |
| 1     | Kenenisa Bekele          | ETH  | 12:11      |
| 2     | Luke Kipkosgei           | KEN  | 12:18      |
| 3     | Hailu Mekonnen           | ETH  | 12:20      |
| 4     | Sammy Kipketer           | KEN  | 12:26      |
| 5     | Craig Mottram            | AUS  | 12:27      |
| 6     | Julius Nyamu             | KEN  | 12:30      |
| 7     | Antonio Jiménez Pentinel | ESP  | 12:30      |
| 8     | Joseph Kosgei            | KEN  | 12:32      |

Von 134 gemeldeten Athleten gingen 124 an den Start und erreichten 123 das Ziel.
Als einziger Teilnehmer aus einem deutschsprachigen Land kam der Schweizer Stefan Gerber auf den 91. Platz (13:24).

##### Teamwertung
| Platz | Land und Athleten                                                            | Gesamt- und Einzelpunktzahl (in Klammern Einzelplatzierung) |
| ----- | ---------------------------------------------------------------------------- | ----------------------------------------------------------- |
| 1     | Kenia Luke Kipkosgei Sammy Kipketer Julius Nyamu Joseph Kosgei               | 20 02 04 06 08                                              |
| 2     | Äthiopien Kenenisa Bekele Hailu Mekonnen Mohammed Awol Abiyote Abate         | 32 01 03 13 15                                              |
| 3     | Spanien Antonio Jiménez Pentinel Isaac Viciosa Alberto García Roberto García | 57 07 14 16 (17) 20 (22)                                    |

Insgesamt wurden 17 Teams gewertet.

### Frauen

#### Langstrecke

##### Einzelwertung
| Platz | Athletin         | Land | Zeit (min) |
| ----- | ---------------- | ---- | ---------- |
| 1     | Paula Radcliffe  | GBR  | 26:55      |
| 2     | Deena Drossin    | USA  | 27:04      |
| 3     | Colleen De Reuck | USA  | 27:17      |
| 4     | Miwako Yamanaka  | JPN  | 27:19      |
| 5     | Eyerusalem Kuma  | ETH  | 27:19      |
| 6     | Merima Denboba   | ETH  | 27:21      |
| 7     | Leila Aman       | ETH  | 27:25      |
| 8     | Rose Cheruiyot   | KEN  | 27:28      |

Von 88 gemeldeten Athletinnen gingen 83 an den Start und erreichten 81 das Ziel.

##### Teamwertung
| Platz | Land und Athletinnen                                                            | Gesamt- und Einzelpunktzahl (in Klammern Einzelplatzierung) |
| ----- | ------------------------------------------------------------------------------- | ----------------------------------------------------------- |
| 1     | Äthiopien Eyerusalem Kuma Merima Denboba Leila Aman Teyba Erkesso               | 28 05 06 07 10                                              |
| 2     | Vereinigte Staaten Deena Drossin Colleen De Reuck Jennifer Rhines Milena Glusac | 38 02 03 12 21 (23)                                         |
| 3     | Kenia Rose Cheruiyot Pamela Chepchumba Leah Malot Jane Omoro                    | 41 08 09 11 13 (14)                                         |

Insgesamt wurden 13 Teams gewertet.

#### Kurzstrecke

##### Einzelwertung
| Platz | Athletin            | Land | Zeit (min) |
| ----- | ------------------- | ---- | ---------- |
| 1     | Edith Masai         | KEN  | 13:30      |
| 2     | Werknesh Kidane     | ETH  | 13:36      |
| 3     | Isabella Ochichi    | KEN  | 13:39      |
| 4     | Benita Johnson      | AUS  | 13:42      |
| 5     | Suzy Favor-Hamilton | USA  | 13:47      |
| 6     | Abebech Negussie    | ETH  | 13:53      |
| 7     | Sonia O’Sullivan    | IRL  | 13:55      |
| 8     | Amane Gobena        | ETH  | 14:00      |

Von 114 gemeldeten Athletinnen gingen 107 an den Start, die alle das Ziel erreichten.
Teilnehmerinnen aus deutschsprachigen Ländern:
- 46: Sandra Baumann (AUT), 14:38
- 71: Christina Carruzzo (SUI), 14:58

##### Teamwertung
| Platz | Land und Athletinnen                                                        | Gesamt- und Einzelpunktzahl (in Klammern Einzelplatzierung) |
| ----- | --------------------------------------------------------------------------- | ----------------------------------------------------------- |
| 1     | Äthiopien Werknesh Kidane Abebech Negussie Amane Gobena Genet Gebregiorgis  | 32 02 06 08 16                                              |
| 2     | Kenia Edith Masai Isabella Ochichi Nancy Wambui Jane Jepkosgei Kiptoo       | 34 01 03 13 17                                              |
| 3     | Irland Sonia O’Sullivan Anne Keenan-Buckley Rosemary Ryan Maria McCambridge | 85 07 10 18 (19) 50 (62)                                    |

Insgesamt wurden 17 Teams gewertet.

### Junioren

#### Einzelwertung
| Platz | Athlet                    | Land | Zeit (min) |
| ----- | ------------------------- | ---- | ---------- |
| 1     | Gebregziabher Gebremariam | ETH  | 23:18      |
| 2     | Abel Cheruiyot            | KEN  | 23:19      |
| 3     | Boniface Toroitich Kiprop | UGA  | 23:28      |

Von 126 gemeldeten Athleten gingen 122 an den Start und erreichten 119 das Ziel.

#### Teamwertung
| Platz | Land und Athleten                                                             | Gesamt- und Einzelpunktzahl (in Klammern Einzelplatzierung) |
| ----- | ----------------------------------------------------------------------------- | ----------------------------------------------------------- |
| 1     | Kenia Abel Cheruiyot Thomas Kiplitany Eliud Kipchoge Nicholas Kemboi          | 18 02 04 05 07                                              |
| 2     | Äthiopien Gebregziabher Gebremariam Sileshi Sihine Girma Assefa Abebe Dinkesa | 24 01 06 08 09                                              |
| 3     | Uganda Boniface Toroitich Kiprop Martin Toroitich Paul Wakou Francis Musani   | 37 03 10 (11) 11 (15) 13 (17)                               |

Insgesamt wurden 18 Teams gewertet.

### Juniorinnen

#### Einzelwertung
| Platz | Athletin                  | Land | Zeit (min) |
| ----- | ------------------------- | ---- | ---------- |
| 1     | Viola Jelagat Kibiwot     | KEN  | 20:13      |
| 2     | Tirunesh Dibaba           | ETH  | 20:14      |
| 3     | Vivian Jepkemoi Cheruiyot | KEN  | 20:22      |

Von 112 gemeldeten Athletinnen gingen 110 an den Start und erreichten 108 das Ziel.

#### Teamwertung
| Platz | Land und Athletinnen                                                                                      | Gesamt- und Einzelpunktzahl (in Klammern Einzelplatzierung) |
| ----- | --- | ----------------------------------------------------------- |
| 1     | Kenia Viola Jelagat Kibiwot Vivian Jepkemoi Cheruiyot Fridah Chepkemoi Domongole Peninah Biwott Jepchumba | 13 01 03 04 05                                              |
| 2     | Äthiopien Tirunesh Dibaba Bezunesh Bekele Mestawet Tufa Yemealem Ayano                                    | 24 02 06 07 09 (11)                                         |
| 3     | Japan Emi Ikeda Chiaki Iwamoto Mika Matsumoto Ayumi Hashimoto                                             | 63 10 (14) 14 (21) 17 (24) 22 (32)                          |

Insgesamt wurden 18 Teams gewertet.